# Charles Bernard de Vaisse Roquebrunne
Charles Bernard de Vaisse Roquebrunne né le 9 février 1817 à Paris et mort le 19 septembre 1898 à Nice est un général de brigade d’infanterie français.

## Biographie
Né le 9 février 1817 à Paris, il entre à Saint-Cyr Coëtquidan le 15 novembre 1836 d'où il sort sous-lieutenant au 41e régiment d'infanterie de ligne le 1er octobre 1838.
Il est mobilisé en Algérie du 23 septembre 1839 au 14 octobre 1847.
Il est nommé chef de bataillon au 3e régiment d'infanterie de ligne le 31 mars 1855 et participe à la campagne d’Italie du 27 juin au 28 juillet 1859.
Il est nommé lieutenant-colonel au 81e régiment d'infanterie de ligne le 14 août 1860.
En 1862 il entre dans l'armée du Mexique et y est nommé officier de la Légion d’honneur le 25 mai 1863.
Il devient colonel au 35e régiment d'infanterie de ligne le 5 mars 1864.
Il est élevé commandeur de la Légion d'honneur le 11 août 1867.
Il est mis à la retraite le 15 octobre 1868 pour raisons de santé.
Le 29 octobre 1870 il est toutefois nommé général auxiliaire au 17e corps d'armée et fait la campagne de l'armée de la Loire.
Il est nommé général le 16 septembre 1871.
Le 7 avril 1875 il commande la subdivision d'Aumale puis le 2 juillet 1876 celle d’Orléansville et le 26 mars 1878 celle de Médéa.
Il meurt le 19 septembre 1898 à Nice.

## Décorations
Commandeur de la Légion d'honneur

## Source
- (fr) Narcisse Faucon, Le Livre d'or de l'Algérie, Challamel et Cie Éditeurs, Librairie algérienne et coloniale, 1889.